# 息县站
息县站，位于中华人民共和国河南省信阳市息县曹黄林镇，是宁西铁路上的火车站，始建于2002年；因进行车站升级改造工程，于2014年6月5日暂停客运业务，2015年4月1日恢复客运业务。由武汉铁路局管辖。

## 車站周邊
- 曹黄林镇政府
- 息县国税局曹黄林税务分局
- 中国邮政储蓄银行息县曹黄林镇营业所

## 歷史
- 始建于2002年。
- 2014年6月5日暂停客运业务。
- 2015年4月1日恢复客运业务。

## 外部連結
- 中国铁路客户服务中心 （页面存档备份，存于）